# Redectis polyidus
Redectis polyidus là một loài bướm đêm trong họ Noctuidae.